# Herrenhaus Lehsen

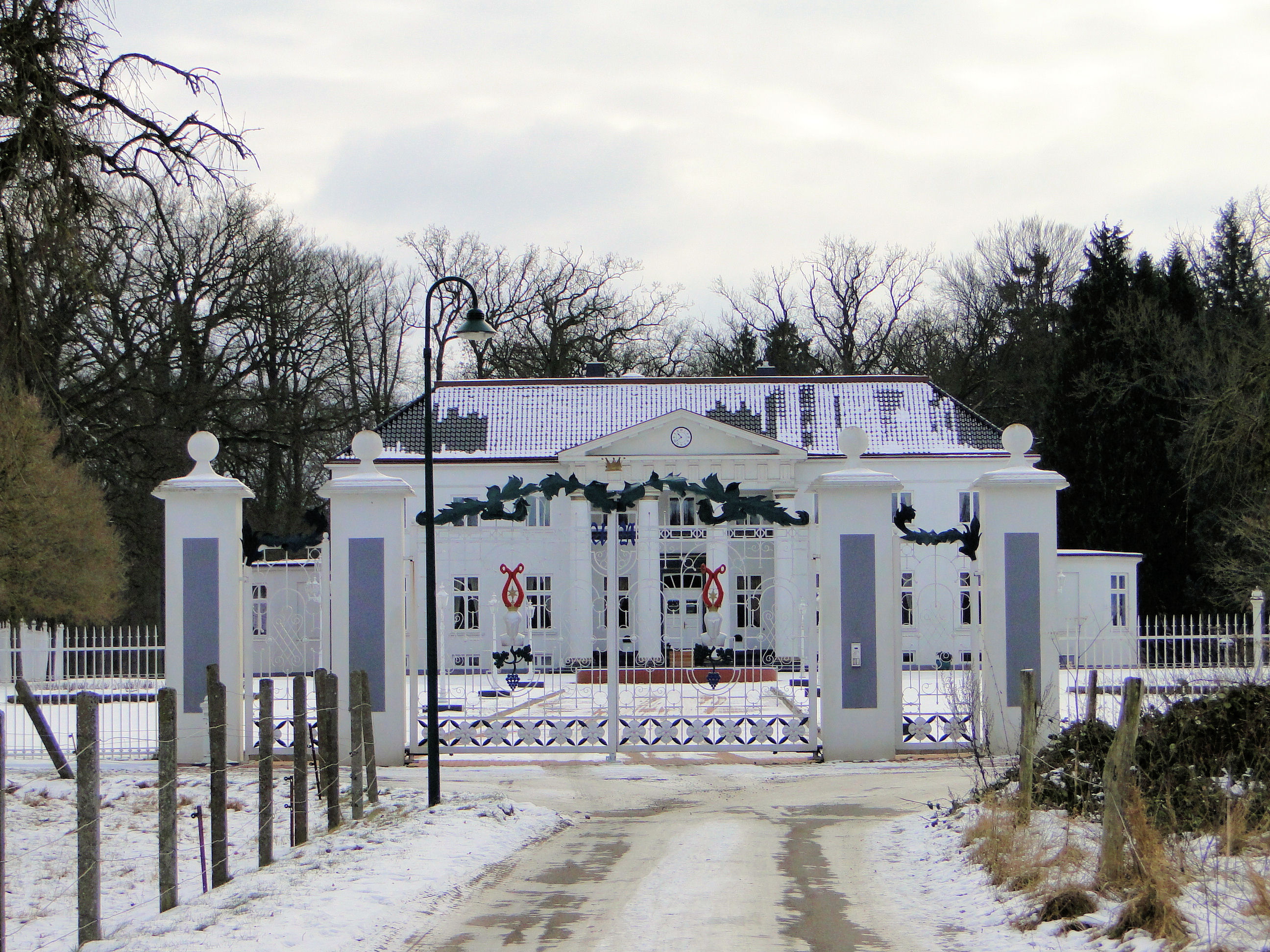
Herrenhaus Lehsen (Januar 2013)

Das Herrenhaus Lehsen befindet sich vier Kilometer südwestlich von Wittenburg im Ortsteil Lehsen im Landkreis Ludwigslust-Parchim in Mecklenburg-Vorpommern. Zu dem vornehm wirkenden Herrenhaus gehörten eine Kaltwasserquelle, die Logierhäuser, der vier Hektar große Park mit seinen fremdländischen Baum- und Straucharten, die ehemalige Orangerie und Baumschule.

## Herrenhaus
Mit neun Achsen Breite gehört der weiß gestrichene, zweigeschossige und unterkellerte Putzbau nicht zu den großen Bauwerken des Landes. Die drei mittleren Achsen des Herrenhauses sind als Portikus mit vier Kolossalsäulen toskanischer Ordnung und einem relativ flachen Giebeldreieck ausgebildet. Das Zifferblatt mit der Uhr wurde nach 1880 eingefügt. Der Haupteingang mit der vierstufigen Treppe ist etwas hinter den Säulen zurückgesetzt. Die Vorhalle dagegen hat eine sehr anspruchsvolle Fassadengestaltung. Das Kellergeschoss mit den geschliffenen Granitquadern und der kräftige Quaderputz an den Hausecken verleihen der Fassade eine gewisse Würde. Den oberen Abschluss bildet das flach ausgeführte Walmdach. Die beiden seitlichen pavillonartigen Anbauten sind Zutaten nach 1880.
Der Architekt des Herrenhauses war, wie auch in Schönfeld, der aus Kopenhagen stammende Kunsthandwerker und Baumeister Joseph Christian Lillie. Als Lübecker Stadtbaumeister errichtete er es 1822 für die Familie des Kammerherrn Ernst August von Laffert auf Lehsen, Garlitz, Wittorf und Dannenbüttel. Er war verheiratet mit Friedrike Johanna Caroline Kirsch, der Tochter des Wittenburger Uhrmachermeisters. Nach einer anderen Quelle soll das Herrenhaus vom Baumeister Axel Bundsen aus Kopenhagen entworfen worden sein.
Das Baujahr ist in römischen Ziffern MDCCCXXII (1822) gemeinsam mit dem Wahlspruch Musis et Amicis (musiziere und liebe) über der Eingangstür zu finden. Ernst August von Laffert gab sich zeitbedingt über den Beruf des Landwirtes hinaus als freigebiger Gastgeber und Förderer der Künste zu verstehen.
Das Herrenhaus liegt am Ende eines weiten Wirtschaftshofes und war ursprünglich vom Dorf durch einen Zaun abgegrenzt. Auf den beiden Torpfeilern der Hofeinfahrt standen früher Hirschplastiken. Diese waren Zinkgusskopien der Hirschplastiken vom Tiergartenportal in Neustrelitz, die Christian Daniel Rauch geschaffen hatte. Die Lehsener Hirsche wurden während des letzten Krieges eingeschmolzen.

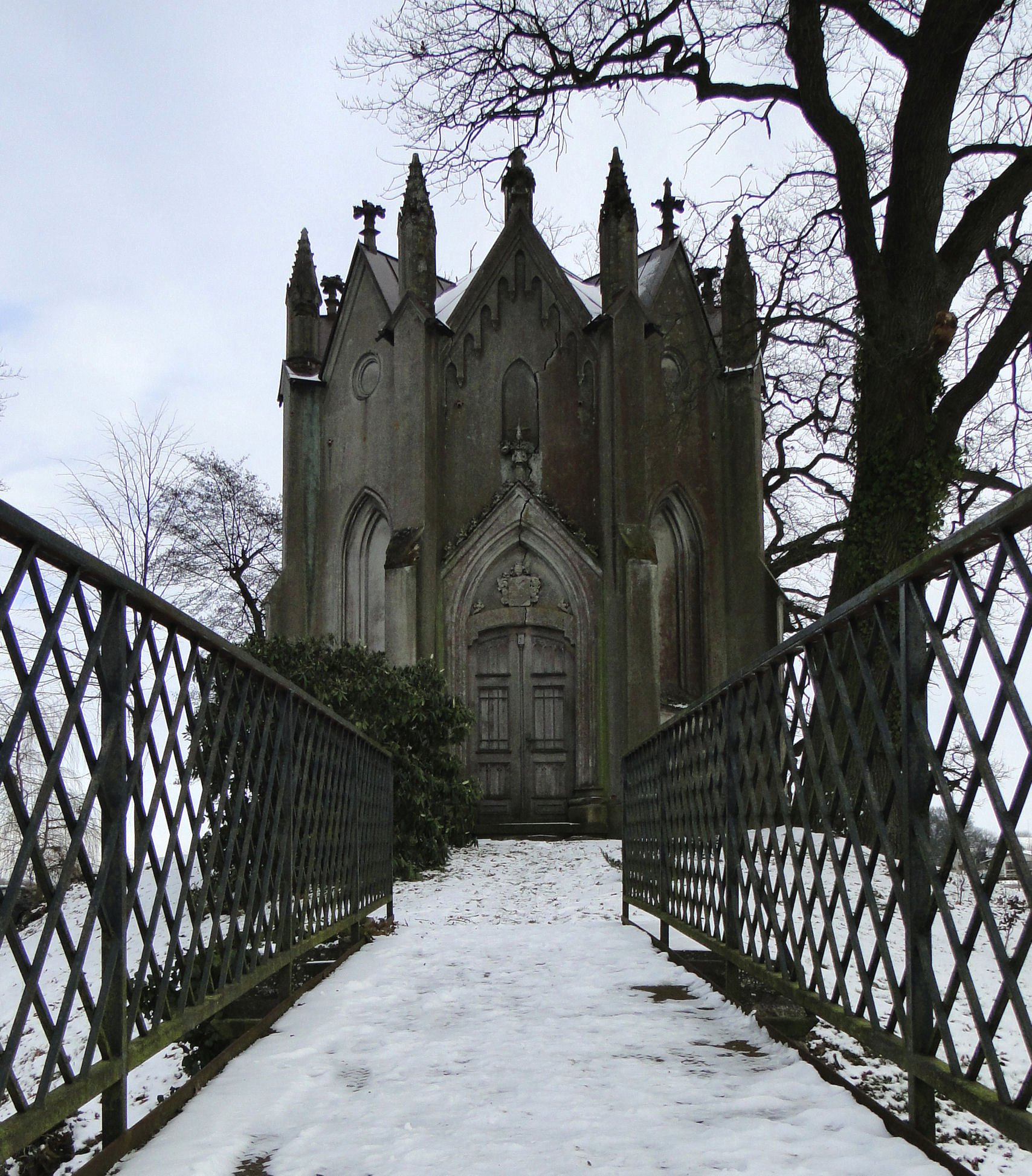
Laffert-Mausoleum (2013)

Besonders erwähnenswert ist die 1868 für die Familie von Laffert errichtete neogotische Grabkapelle. Mit dem Standort auf einem frühdeutschen Turmhügel, der von einem Wassergraben umgeben ist, stellt es ein einzigartiges Grabmonument des Historismus dar. Die Familie von Laffert wählte einen oktogonalen Zentralbau als Symbolisierung der Ewigkeit der Zeit. Auffallend hier auch Ähnlichkeiten zum 1851 bis 1855 nach einem Entwurf des Kölner Dombaumeisters Ernst Friedrich Zwirner errichteten neogotischen Chorraum der Schweriner Schlosskirche.
1899 verkaufte die Familie von Laffert das Gut mit dem Herrenhaus für 735.000 Mark an den Kaufmann Wilhelm Jäger aus Düsseldorf. Mehrere Besitzerwechsel folgten, bis es 1928 Otto Sprenger aus Vaduz an die Gesellschaft für Landesverwaltung Deutsche Scholle verpachtete. Die Siedlergesellschaft übernahm 1937 die komplette Gutsanlage.
Nach dem Zweiten Weltkrieg wurde das Herrenhaus als Unterkunft für Flüchtlinge und Aussiedler und danach als Kreiskinderheim genutzt. Ab 1970 war es Sitz der Gemeindeverwaltung, der Landwirtschaftlichen Produktionsgenossenschaft (LPG) und der Kooperativen Abteilung Pflanzenproduktion (KAP) Wittenburg-Camin. Ab 1977 erfolgte eine umfassende äußere und innere Restaurierung, bei der auch Stuckdecken und Intarsienfußböden wiederhergestellt und die nachträglich angebauten Fensterläden entfernt wurden. Die denkmalgerechte Betreuung erfolgte durch das damalige Institut für Denkmalpflege der DDR.
Wegen fehlender Nutzung stand das Gebäude nach der Wende bis 1999 leer, wurde aufwändig saniert und wird seit 2004 wieder bewohnt.

## Park, Orangerie, Baumschule
Anfang des 19. Jahrhunderts entstanden unter Einbeziehung älterer barocker Gartenpartien der Landschaftspark und eine weithin bekannte Baumschule. Zu dieser Laffertschen Baumschule oder Laffert'schen Plantage gehörten eine Orangerie, zwei Gewächshäuser und Glasbauten, die als Wintergarten für die Kübelpflanzen dienten. Etwa zeitgleich zum Herrenhaus muss das Gewächshaus im Küchengarten entstanden sein, das durch zwei Glasflügel und einen zentralen dreiachsigen Pavillon gekennzeichnet war. Nach vorhandenen Katalogen sollen 1812 schon zwölf verschiedene Zitrusarten verkauft worden sein. 1836 erstellte W. Benque das Verzeichnis der Doubletten in der Plantage Lehsen,das neben Orangeriepflanzen auch Kakteen aufführt.
Die Orangerie wurde schon 1950 wegen Baufälligkeit abgebrochen.
Hier zog man damals nicht nur eine Vielzahl von Obstgehölzen, sondern auch eine große Anzahl von fremdländischen Baum- und Straucharten, die ausschließlich zur Ausstattung von Orangerien und zur Gestaltung des Schloss- und Gutsparks Verwendung fanden. Im Sommer 1812 waren im Sortiment enthalten: vier verschiedene Rosskastanienarten, der Götterbaum, der Erdbeerbaum, neun Birkenarten, verschiedene Orangenarten, Blasenstraucharten, zehn Eschenarten, der Ginkgobaum, die Gleditsche, die Libanonzeder und die Zirkelkiefer sowie 28 Eichenarten, dazu zahlreiche andere Baum- und Straucharten. Heute noch sind verschiedene dieser Baumarten in dem dendrologisch reichhaltigen Park von Dammereez, der im 19. Jahrhundert mit dem Gut auch den von Laffert gehörte, vorhanden. Die große Figur auf dem Dach, ein Merkur, weist auf die Funktion des Terrains als Handelsgärtnerei hin. 
Der sich direkt südlich am Herrenhaus anschließende Park ist mit vier Hektar Fläche relativ klein und enthält neben Rasenflächen mit einigen barocken Plastiken auch einen Teich, der 1977 entschlammt wurde. An diesen Park mit den Eichen von fast neun Metern Umfang schloss sich der früher mit Hirschen besetzte zehn Hektar große Wildpark an, der heute als Wald genutzt wird.
Mittels der im Park vorhandenen Kaltwasserquelle konnte 1847 Ernst August von Laffert in seiner Wasserheilanstalt Wasserkuren anbieten. Dazu wurden sechs Logierhäuser nebst Remise und Ställen errichtet. Das neue Restaurantgebäude hatte außer einem Speisesalon noch ein Billardzimmer, ein Lesekabinet und ein Toilettenzimmer. In der Nähe befand sich die Turnhalle mit einer Kegelbahn, ein Wellenbad und der Eiskeller.

### Ungedruckte Quellen
Landeshauptarchiv Schwerin (LHAS)
- LHAS 5.12-3/1 Mecklenburg-Schwerinsches Ministerium des Innern
- LHAS 5.12-4/3 Ministerium für Landwirtschaft, Domänen und Forsten, Abt. Siedlungsamt
- LHAS 5.12-9/2 Landratsamt Hagenow
- LHAS 9.1-1 Reichskammergericht Prozeßakten 1495–1806
- LHAS 12.12-1 Kreis Hagenow Lehsen

Landesamt für Kultur und Denkmalpflege (LAKD)
- Abteilung Archäologie und Denkmalpflege, Fotosammlung